# والتر وولف
والتر وولف (بالألمانية: Walter Wolf)‏ (و. 1939  م) هو مهندس، وشخصية أعمال من النمسا، وسلوفينيا، وكندا، وجمهورية يوغوسلافيا الاشتراكية الاتحادية، ومملكة يوغوسلافيا، ولد في غراتس.
.